# Bâtiment principal (bouddhisme japonais)

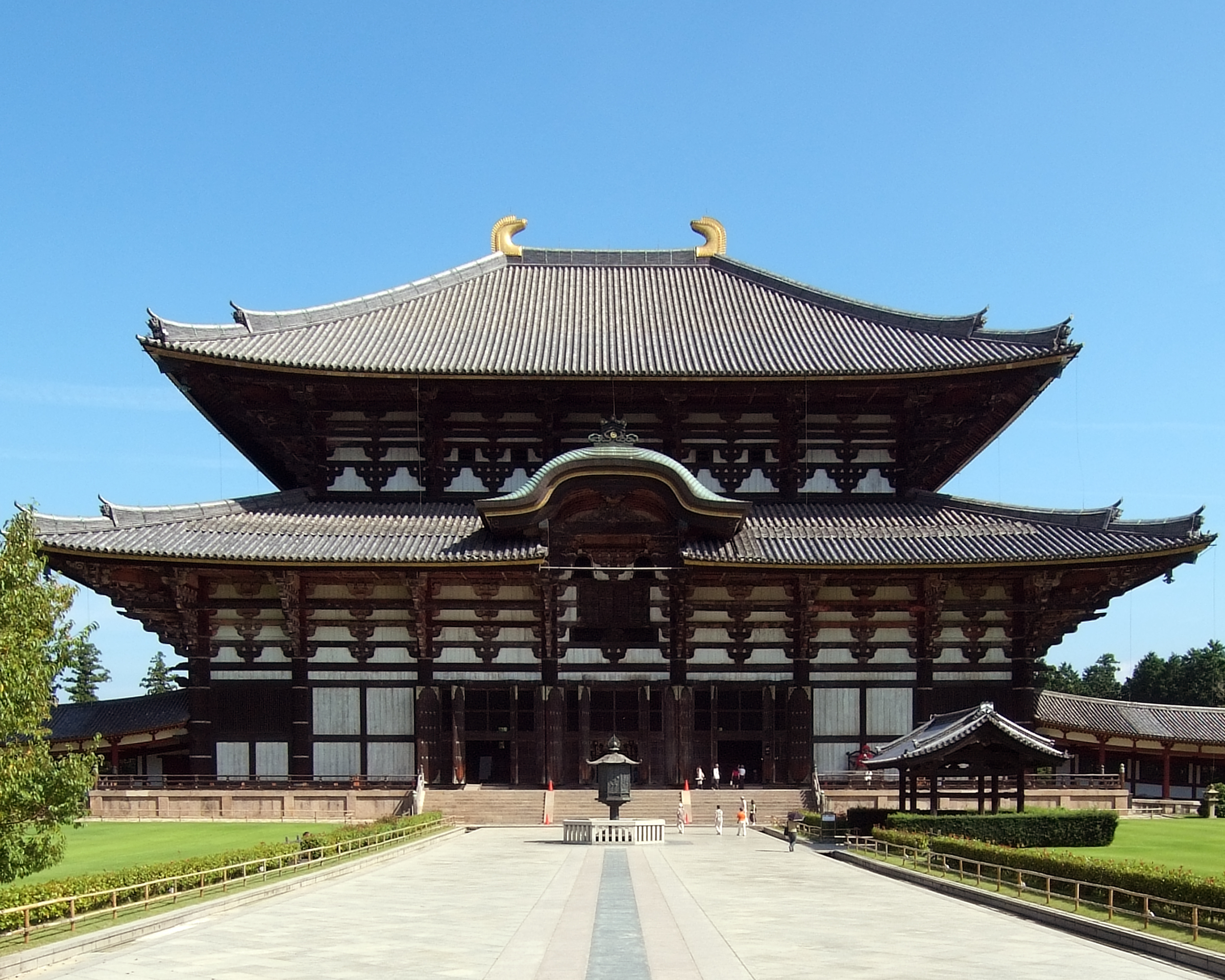
Le dernier daibutsuden du Tōdai-ji, reconstruit en 1709, est un kon-dō de (trésor national japonais).

Bâtiment principal  est l'expression qui désigne, au Japon, le bâtiment consacré au principal objet de vénération, au sein de l'ensemble de sept bâtiments bouddhistes (garan) qui constituent le complexe d'un temple. Les différentes sectes bouddhistes japonaises utilisent délibérément des termes spécifiques mais de sens apparentés, pour nommer un tel bâtiment : butsuden, butsu-dō, kon-dō, konpon-chūdō et hon-dō. Ils sont tous traduits par l'expression « bâtiment principal ». Toutefois, hon-dō est son équivalent japonais exact, tandis que les autres termes mentionnés sont des mots plus spécialisés, utilisés par des sectes particulières, ou qui renvoient à des édifices avec une structure particulière.

## Kon-dō(époque Asuka et Nara)
Le terme kon-dō (金堂), littéralement « bâtiment d'or », commence à être employé durant les époques Asuka et Nara. Un kon-dō est la pièce maîtresse du garan d'un ancien temple bouddhiste au Japon. L'origine du nom est incertaine, mais il peut dériver de la perception du caractère précieux de son contenu, ou du fait que l'intérieur était doublé d'or. Il s'agit du nom utilisé par les plus anciens temples du pays.
Un kon-dō, par exemple celui de Hōryū-ji, est un véritable bâtiment à un étage avec un noyau central de 3 × 2 baies (moya) — où « baie » est l'espace entre deux piliers, une unité de mesure de l'architecture japonaise appelée ken (間) en japonais, d'une valeur située entre 181 cm et 197 cm — entouré d'un couloir d'une baie de large appelée hisashi (廂), ce qui porte sa taille à 5 × 4 baies, entouré d'un mokoshi extérieur d'un ken de large pour un total de 9 × 7 baies. L'étage a les mêmes dimensions que le noyau du temple au rez-de-chaussée (3 × 2 baies), mais ne possède pas de mokoshi. 
Certains temples, par exemple Asuka-dera ou Hōryū-ji, ont plus d'un kon-dō, mais seul le premier bâtiment à être construit est considéré comme tel. En raison de sa taille limitée, les fidèles n'étaient pas autorisés à pénétrer dans le bâtiment et devaient rester à l'extérieur. Le kon-dō et une pagode sont généralement entourés d'un couloir appelé kairō.
L'usage du kon-dō décline après le Xe siècle quand il est remplacé par un hon-dō divisé en naijin (内陣, sanctuaire intérieur réservé à la divinité) et gejin (外陣, espace pour les fidèles, comme la nef d'une église). Le terme reste encore relativement employé jusqu'à l'époque d'Edo, mais sa fréquence diminue cependant considérablement après l'apparition du terme hon-dō à l'époque de Heian.

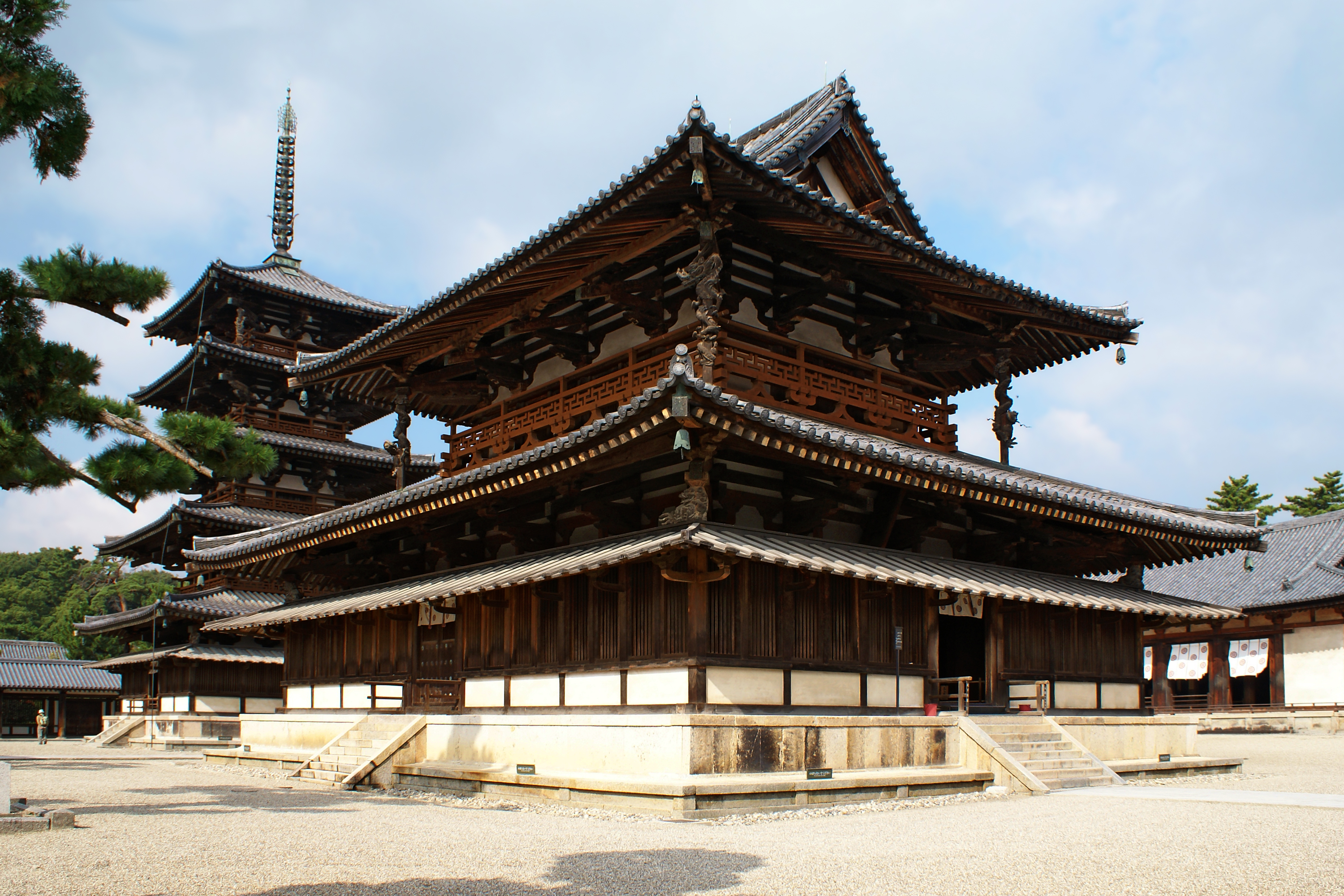
Kon-dō de Hōryū-ji (trésor national japonais).
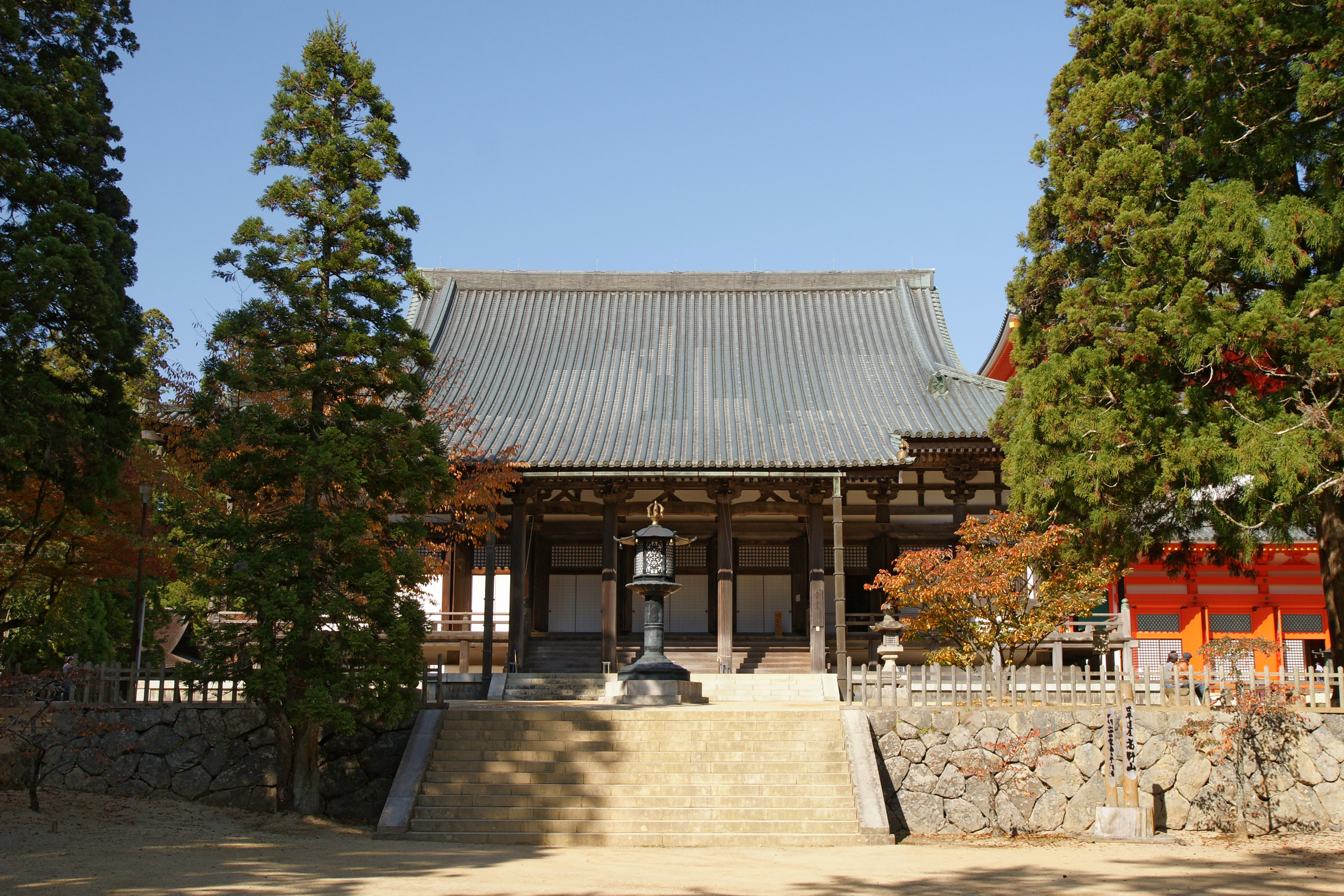
Kon-dō sur le Danjōgaran au mont Kōya.
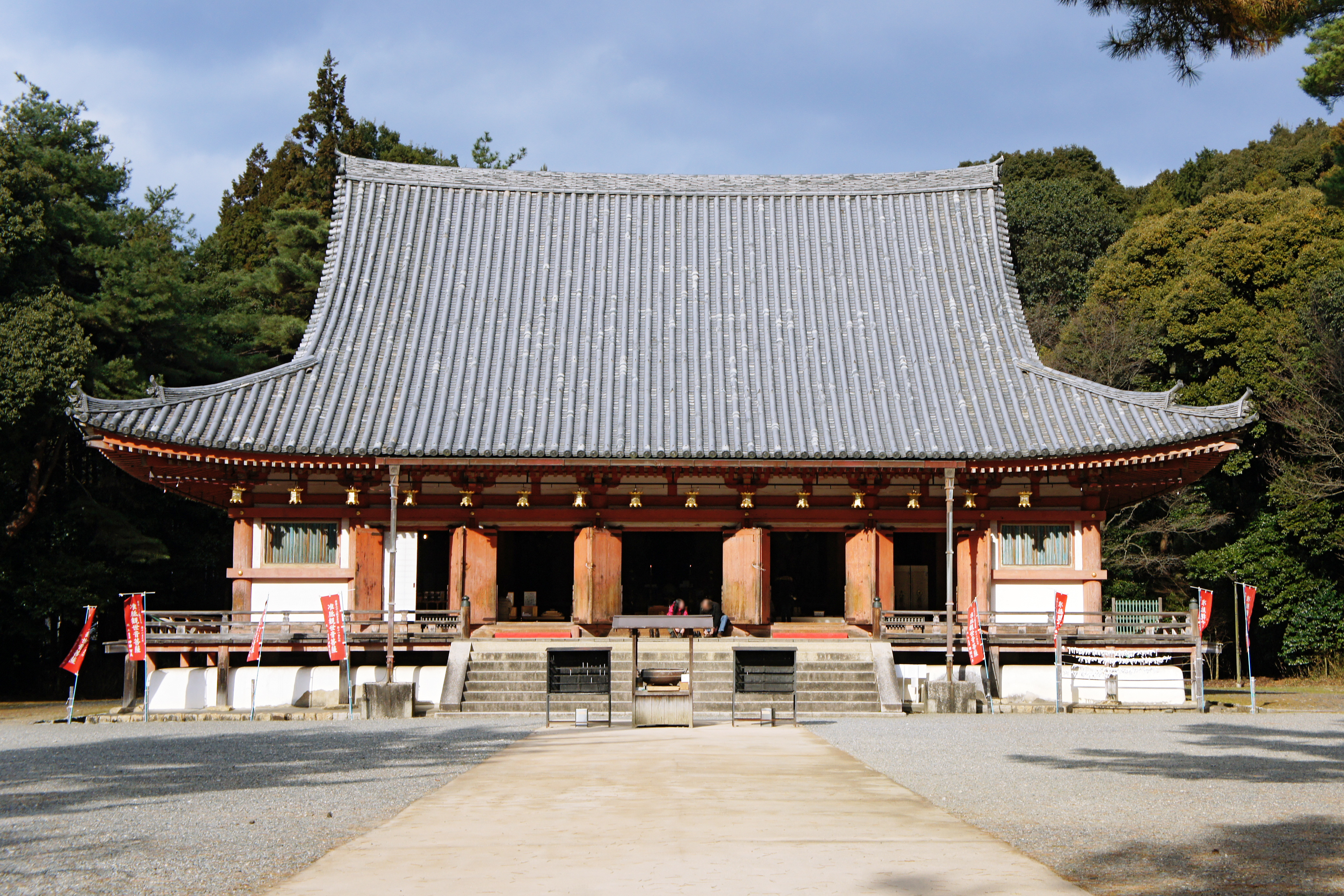
Kon-dō de Daigo-ji (trésor national japonais).
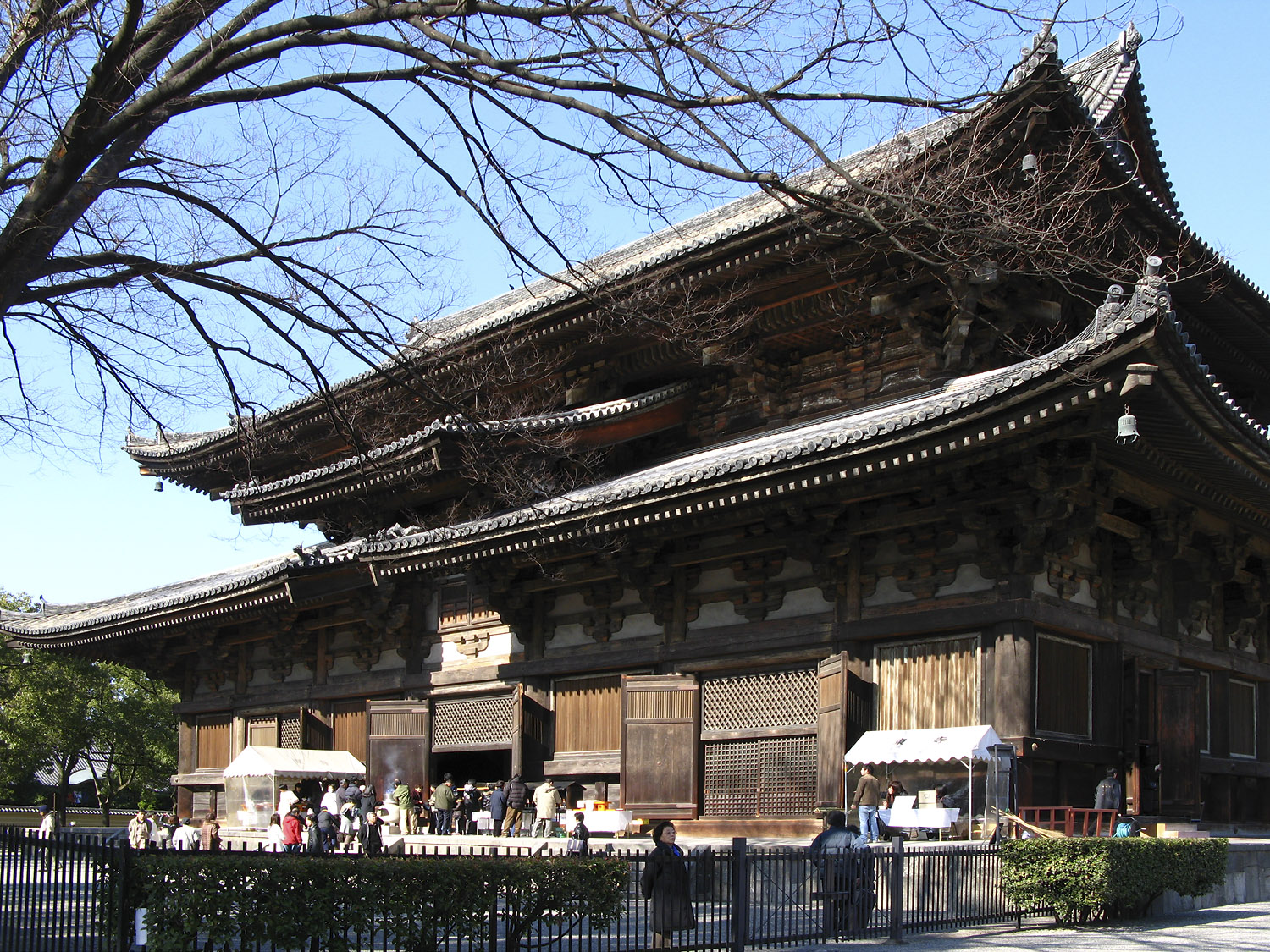
Kon-dō Tō-ji (trésor national japonais).

## Hon-dō(époque de Heian)
Le nom hon-dō (本堂), qui signifie littéralement « bâtiment principal, », désigne l'édifice dédié aux plus importants objets de vénération. Le terme est supposé avoir évolué au cours du IXe siècle pour éviter l'emploi de l'ancien kon-dō, utilisé à l'époque par les six sectes de Nara appelées nanto-rokushū (南都六宗). Il devient commun après l'introduction des trois sectes Mikkyo, Tendai et Shingon, au Japon.
Divers nouveaux types de bâtiments de temple, y compris le hon-dō, sont construits durant l'époque de Heian, en réponse aux exigences des nouvelles doctrines. Des bâtiments différents sont appelés hon-dō en fonction des sectes. Par exemple le kondō (Shingon), le chudō (Tendai), le mieidō (Jōdo), le Amida-dō (Shinshu). Une évolution notable du hon-dō durant cette période consiste en l'inclusion d'un espace appelé gejin (voir ci-dessus) pour les fidèles à l'intérieur même du hon-dō,.
D'autres noms, comme konpon-chūdō (根本中堂), littéralement « bâtiment central cardinal » sont également employés, par exemple le bâtiment principal d'Enryaku-ji au mont Hiei,. Le temple funéraire Tokugawa de Kan'ei-ji, qui a été construit expressément pour imiter Enryaku-ji, en possède également, mais ne nous est pas parvenu[Quoi ?]. Yama-dera à Yamagata est un autre exemple de temple utilisant ce terme.

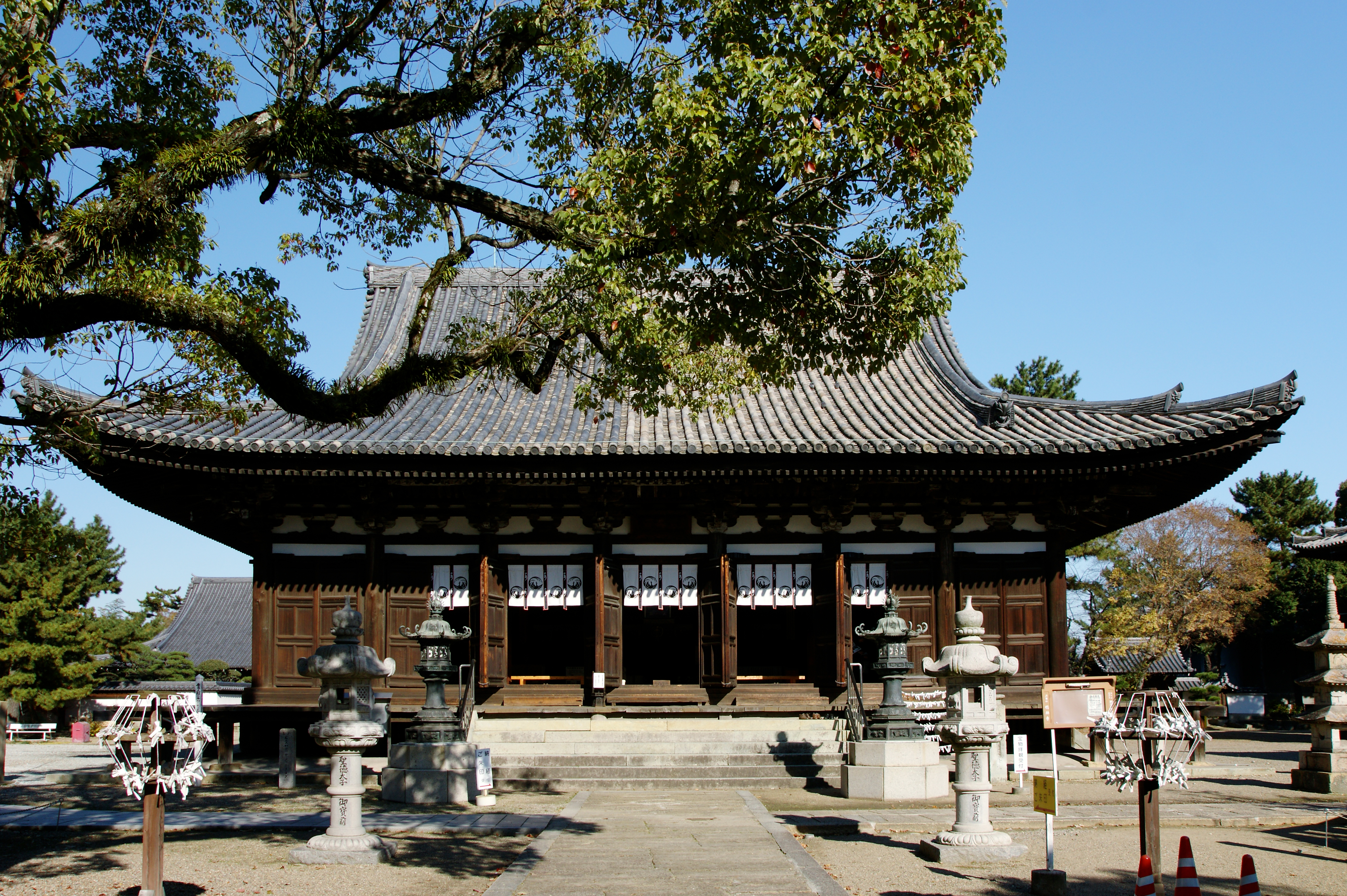
Hon-dō de Kakurin-ji (trésor national japonais).
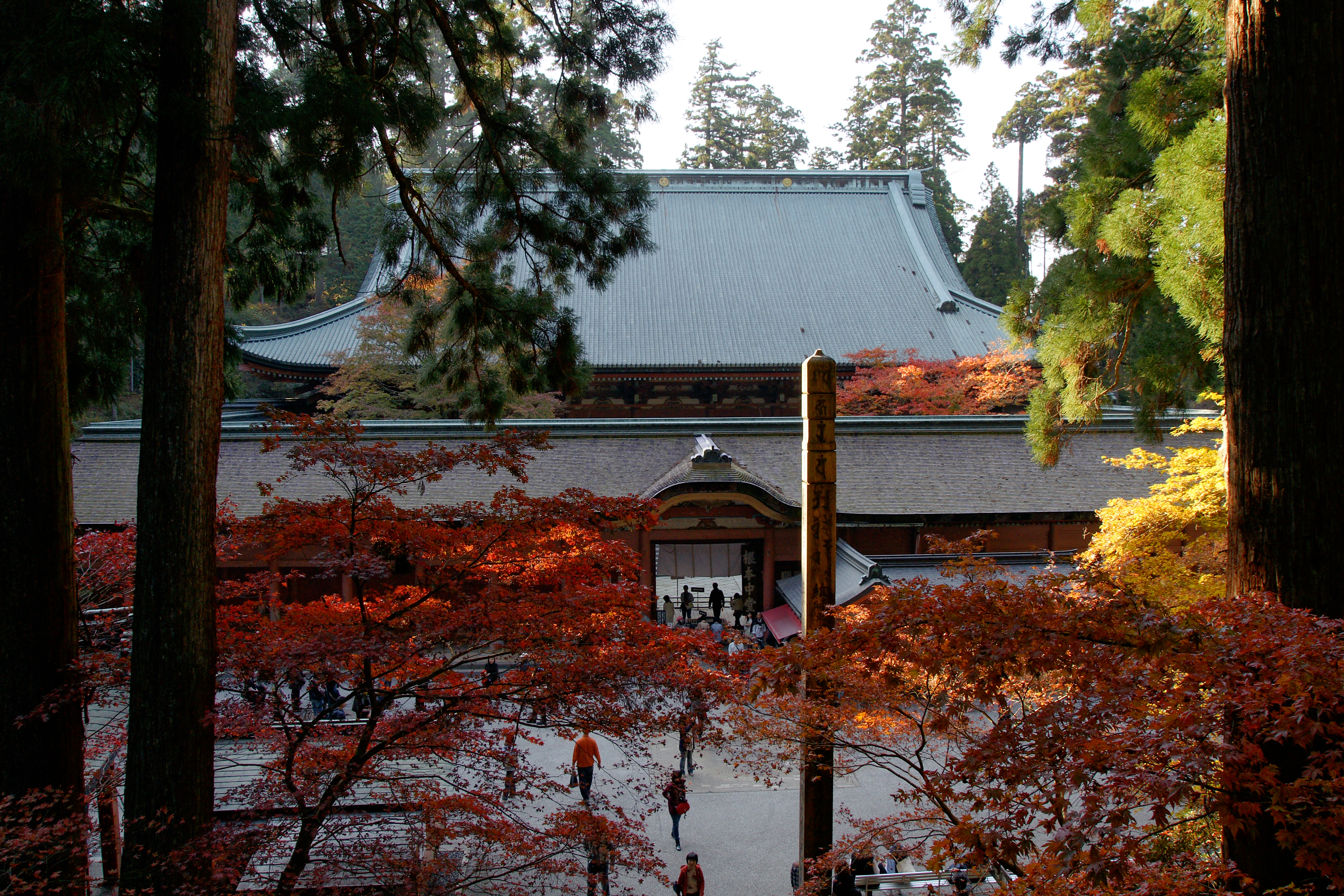
Konponchū-dō de Enryaku-ji (trésor national japonais).
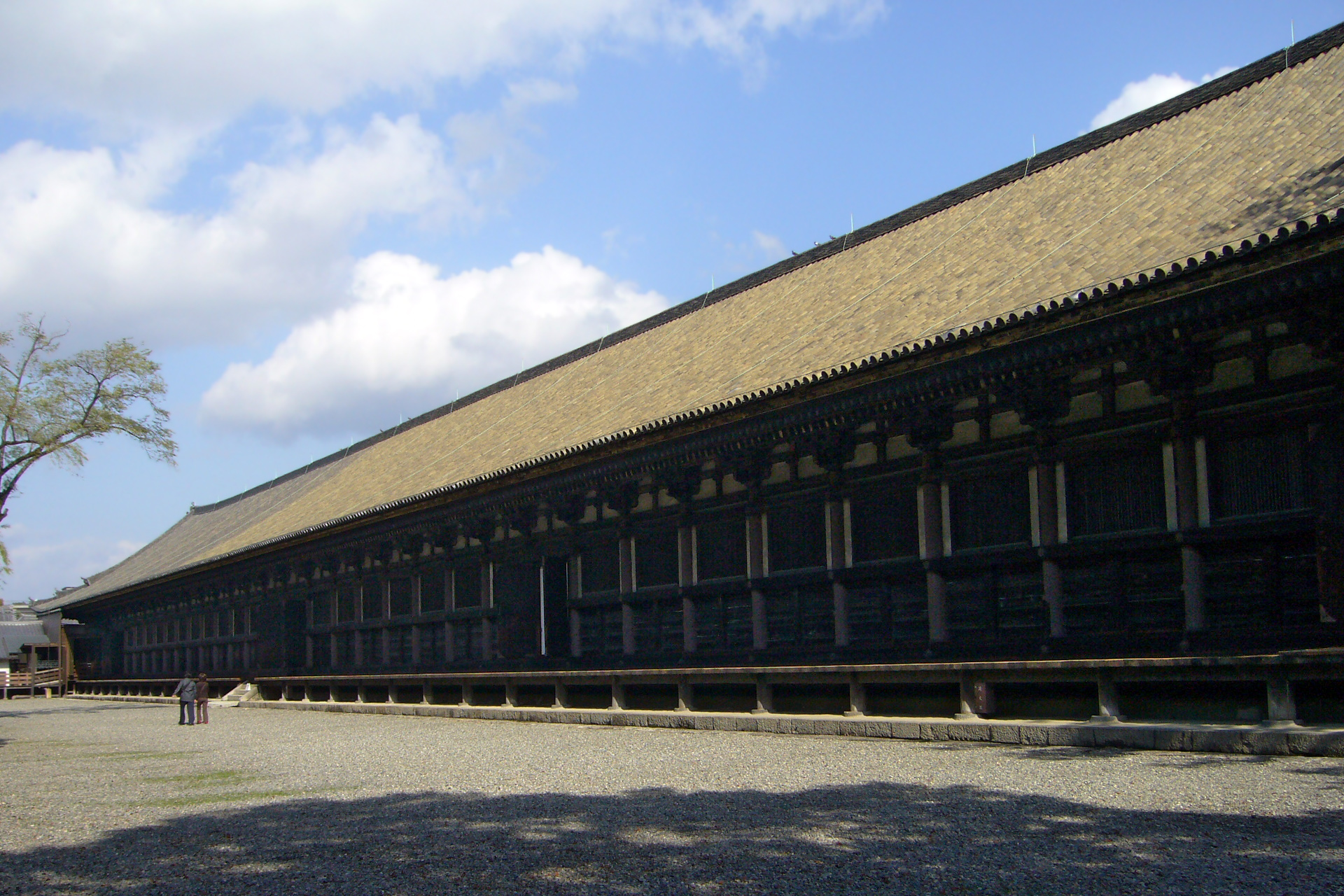
Hon-dō de Sanjūsangen-dō (trésor national japonais).
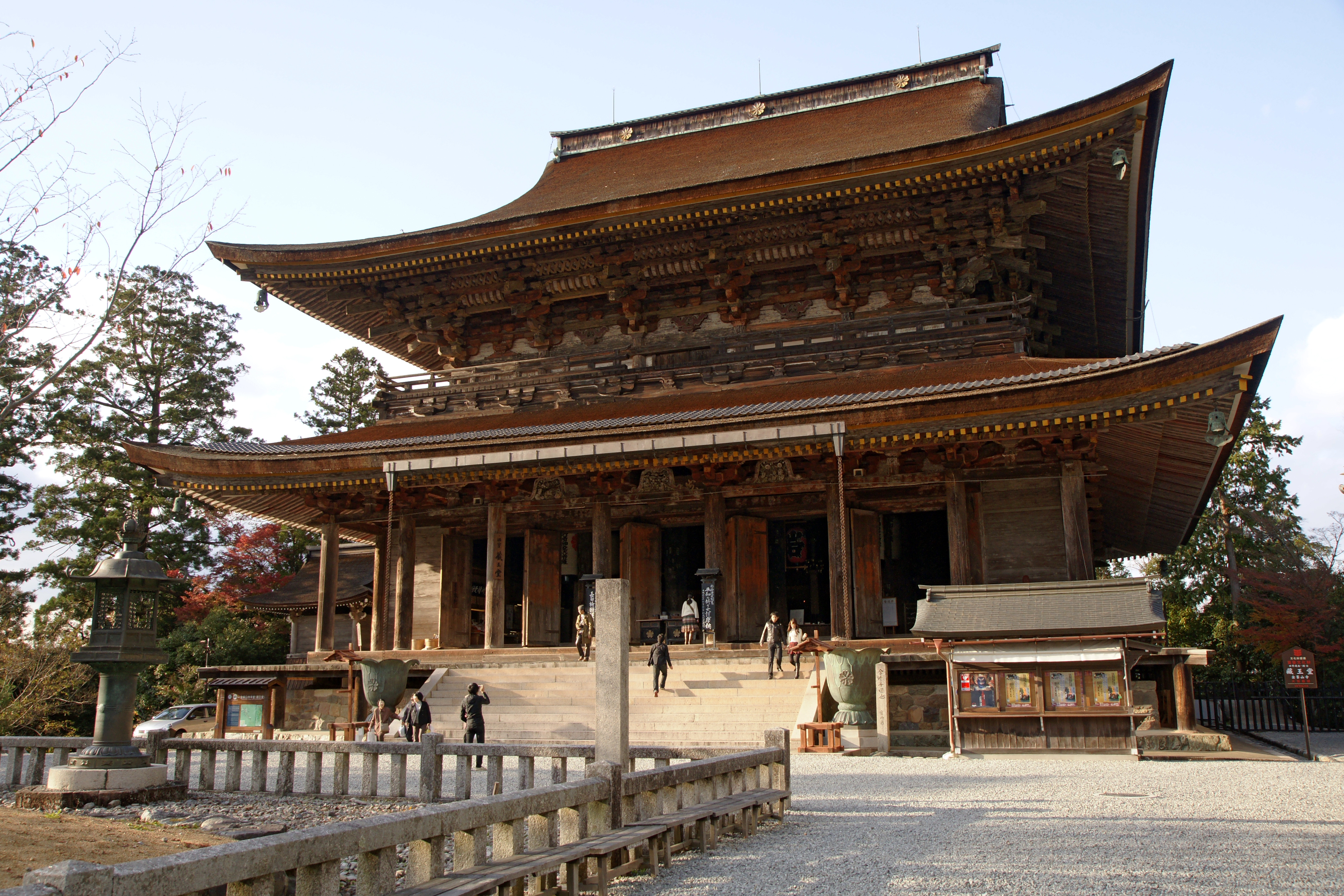
Zao-dō (hon-dō) de Kinpusen-ji (trésor national japonais).

## Butsuden(époque de Kamakura)

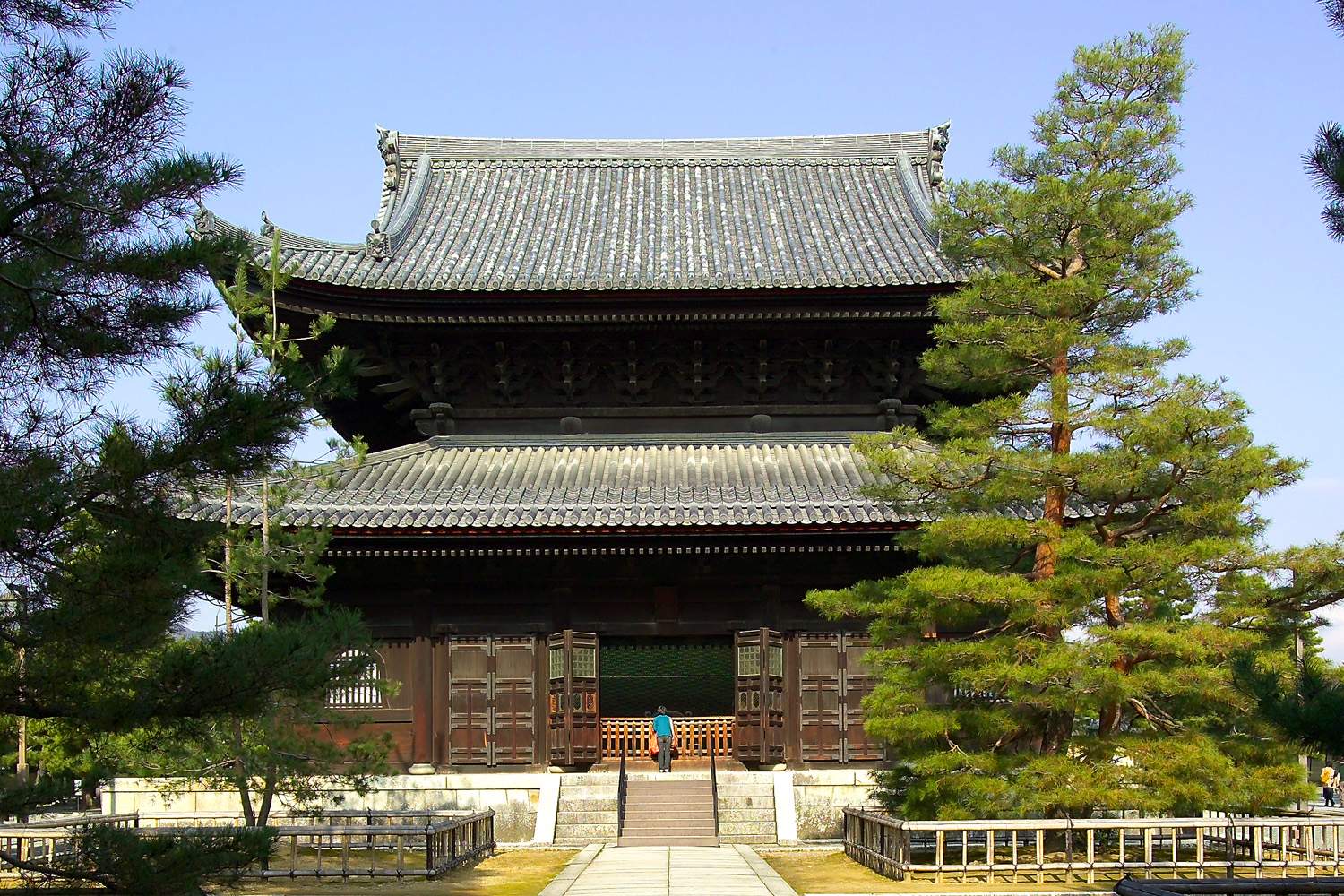
Ce butsuden à niveau unique de Myōshin-ji paraît posséder un étage à cause de son mokoshi.

Le butsuden (仏殿) ou butsu-dō (仏堂), littéralement « bâtiment de Bouddha », est le principal bâtiment des temples zen des écoles Sōtō (曹洞) et Rinzai (臨済) entre autres. Ce style architectural s'est développé avec le zen au cours de l'époque de Kamakura. Il existe par ailleurs différents types de butsuden ou de butsu-dō :
- le plus simple est un édifice carré de 3 × 3 baies, sans mokoshi (裳階?) —un mokoshi étant une enceinte entourant le cœur du temple et couverte par un toit recourbé, généralement d'une baie de largeur[2] ;
- le deuxième type est aussi un carré de 3 × 3 baies, mais avec un mokoshi d'une baie de large tout autour du noyau du bâtiment, le faisant ressembler à un édifice à un étage de 5 × 5 baies comme dans le cas du butsuden, visible sur la photo à droite[2] ;
- on sait également qu'aux XIIIe et XIVe siècles, de très grands butsuden carrés de 5 × 5 baies avec mokoshi ont été construits, mais aucun ne subsiste[2]. De grands butsuden de 3 × 3 baies avec mokoshi existent cependant encore, à Myōshin-ji par exemple (voir les photos de la galerie ci-dessous)[2].

## Époque d'Edo
Dans le cas de l'école zen Ōbaku (黄檗) arrivée tardivement au Japon, l'architecture a conservé le style de la Chine des Ming. Le hon-dō des temples de l'école zen Obaku Zen est habituellement appelé daiyu-hōden (大雄宝殿). Des exemples s'en trouvent au Mampuku-ji.